# SN 2005lc
SN 2005lc – supernowa typu II odkryta 10 września 2005 roku w galaktyce A030211-0109. W momencie odkrycia miała maksymalną jasność 18,80m.